# Río Tongariro
El río Tongariro es un río de la isla Norte de Nueva Zelanda. La parte del río Waikato que va desde el arroyo Waihohonu hasta el lago Taupo recibió el nombre oficial de río Tongariro en 1945. El río nace en la meseta central de la isla Norte, donde se alimenta de numerosos afluentes (como los arroyos Whitikau, Poutu y Mangamawhitiwhiti) que se desprenden de las cordilleras y montañas circundantes, como el monte Ruapehu. Luego serpentea hacia el norte, a través del municipio de Turangi, antes de entrar en el lago Taupo por varias desembocaduras. El volumen mínimo de agua que fluye por el curso inferior del río Tongariro oscila entre unos 16 metros cúbicos por segundo (registrados en la desembocadura del río Poutu) y 21 metros cúbicos por segundo (registrados en la desembocadura del río Major Jones Pool). Este volumen puede aumentar considerablemente debido a la captación de precipitaciones por las montañas y cordilleras circundantes. 

## Ocio

### Pesca
El río Tongariro es el río con mayor afluencia de pescadores de Nueva Zelanda y una atracción para pescadores de todo el mundo, que acuden a él para pescar truchas arco iris y truchas marrones en época de desove, que remontan el río desde el lago para desovar durante los meses más fríos del invierno. Aproximadamente el 75% de las truchas del Tongariro son truchas arco iris y el 25% truchas marrones.
Inusualmente para un río neozelandés, las pozas del Tongariro tienen nombres oficialmente aceptados. Las pozas del Tongariro suelen llevar el nombre de personajes históricos que han pescado en el río (Major Jones Pool, Duchess Pool) o de su ubicación geográfica (Birch Pool, Fence Pool, Redhut Pool). Las inundaciones han alterado significativamente el tamaño y la forma de muchas de estas pozas (como en 2004, cuando la poza Breakaway se perdió por completo debido a un cambio en la dirección del río), mientras que otras, como la poza Major Jones, han permanecido relativamente inalteradas en los últimos 50 años. 
Entre las técnicas de pesca más populares se encuentran la pesca con mosca hundida y con mosca seca. En este río se desarrolló una técnica de pesca a mosca similar al lance con una sola mano llamada Tongariro roll cast. El nombre fue acuñado por Herb Spannagl, que observó su uso en el Tongariro y consideró que era suficientemente diferente de otras técnicas de lanzado. El Tongariro roll cast se utiliza para lanzar una línea de mosca en situaciones en las que hay obstáculos detrás del lanzador que impiden al pescador utilizar las técnicas tradicionales de lanzado a mosca. El río Tongariro tiene tres secciones principales de aguas bravas: Access 14, Access 13 y Access 10. Estas secciones son las más populares del Tongariro y ofrecen aguas bravas de grado 4, 3+ y 3 respectivamente. Existen tramos de menor recorrido de grado 2, el primero de los cuales desciende hasta la entrada del acceso 14 y el tramo inferior va desde Blue Pool hasta Turangi. Los dos desfiladeros principales, Tree Trunk Gorge y Waikato Gorge, están llenos de tramos de aguas bravas casi imposibles de navegar. 

## Liberaciones recreativas
La Ley de Gestión de Recursos de Nueva Zelanda de 1991 establece que, como parte de la mitigación por la pérdida de servicios recreativos en el río Tongariro, Genesis Energy debe desviar agua al cauce natural del río durante 3 fines de semana al año, exclusivamente para el disfrute recreativo y con independencia de los caudales de mantenimiento o descarga que sean necesarios. Las fechas de estas descargas se fijan conjuntamente con el organismo nacional WhitewaterNZ y, por lo general, se estructuran de forma que las descargas de Access 10 se realicen un sábado y las de Access 14/13 el domingo del mismo fin de semana. Desde la presa de Rangipo se liberan caudales de 30 metros cúbicos por segundo durante 8 horas. Se liberan caudales de 30 m3/s de la toma de Poutu durante 6 horas. Las secciones de Access 14/13 no se pueden remar sin una liberación de Genesis Energy, debido a que el caudal mínimo requerido por debajo de la presa de Rangipo es insignificante en términos de aguas bravas y la estructura de toma de Rangipo es capaz de absorber enormes cantidades de agua; por lo que si hay caudal de tormenta adicional en estas secciones, el caudal suele ser peligrosamente alto. En el acceso 10 se puede remar durante todo el año, ya que el caudal mínimo de 16 metros cúbicos por segundo por debajo de la toma de Poutu se puede remar, aunque con dificultad, y la cantidad de agua adicional que se puede tomar durante las tormentas en la toma de Poutu es relativamente pequeña, por lo que a menudo se vierte agua en el río. 